# Rupicapra rupicapra tatrica
Il camoscio dei Tatra (Rupicapra rupicapra tatrica (Blahout, 1971)) è una sottospecie di camoscio diffusa nei Monti Tatra.

## Descrizione
Simile al camoscio alpino, di colore marrone scuro durante i mesi invernali e più chiaro nei mesi estivi. I maschi sono più grandi delle femmine e hanno le corna più grandi e uncinate. Le dimensioni sono di circa 90 cm di altezza al garrese per 24-36 kg di peso e nei maschi le corna raggiungono una lunghezza compresa tra i 17 e i 26 cm.

## Biologia
Le femmine adulte e i giovani formano piccoli gruppi di 5-30 individui, mentre i maschi adulti conducono una vita solitaria. Il camoscio dei Tatra è principalmente diurno nutrendosi durante le prime e le ultime ore del giorno, mentre riposa nel resto del tempo. È predato principalmente da linci, lupi, orsi e volpi.

## Distribuzione e habitat
Il camoscio dei tatra è riscontrabile nelle zone alpine dei Monti Tatra in Polonia e Slovacchia. Contrariamente ad altri camosci non abita mai zone boscose.

## Conservazione
L'IUCN considera la sottospecie come in pericolo critico, in quanto la popolazione è molto ridotta e in continuo calo ed inoltre esiste il rischio di ibridazione.